# English Park
El English Park es un estadio multipropósito situado en Christchurch, Nueva Zelanda, utilizado principalmente para la práctica del fútbol. El Canterbury United Dragons, franquicia participante de la ASB Premiership; junto con el Christchurch United y el Western AFC, de la Mainland Football League, juegan de local en el recinto. Tiene capacidad para 8.000 espectadores, aunque solo 1000 de ellos sentados.
Acogió las finales de 1972 y 2013 de la Copa Chatham.